# Ottone di Sutri
Ottone (fl. XII secolo) è stato vescovo di Sutri, storicamente documentato dal 1126 al 1137.

## Biografia
Non sono molte le informazioni sulla vita e l'operato del vescovo Ottone, documentato da tre fonti coeve nella prima metà del XII secolo.
La prima attestazione documentaria è il privilegio con il quale papa Onorio II, il 21 luglio 1126, concesse all'arcivescovo di Pisa Ruggero Gisalbertini il pallio e il diritto di consacrare i vescovi delle diocesi della Corsica. Il privilegio ricorda che il pontefice, prima di prendere la decisione definitiva, aveva consultato in sinodo i vescovi, incaricati di studiare i retroscena della disputa tra i prelati di Pisa e di Genova. Tra questi c'era anche Otho Sutrinus, che figura tra i vescovi Giacomo di Faenza e Pietro di Civita Castellana.
Alla morte di Onorio II (13 febbraio 1130), il collegio cardinalizio si trovò diviso e ne nacque uno scisma con l'elezione e la consacrazione di due papi: Pietro Pierleoni, che prese il nome di Anacleto II, e Gregorio Papareschi, che prese il nome di Innocenzo II. Ottone di Sutri fu tra coloro che appoggiarono l'elezione di Anacleto II. Il suo nome infatti appare nella lettera che i cardinali elettori e i vescovi che li sostenevano scrissero il 18 maggio 1130 all'imperatore Lotario II per comunicare le circostanze dell'elezione del nuovo papa. Otto Sutrinus è menzionato tra Trasmondo di Segni e Pietro, arciprete della basilica lateranense.
Negli anni successivi Anacleto II perse tutti gli appoggi politici, in particolare quello dell'imperatore Lotario II, che sostenne il papato di Innocenzo II. Secondo l'Annalista Saxo, agli inizi del 1137, Innocenzo II, scortato dalle truppe imperiali, e Enrico duca di Baviera, scesero verso Roma e venientes Sutheren, episcopum Petri Leonis fautorem deposuerunt, et loco eius Iohannem, abbatis Vuldensis capellanum, subrogaverunt, «venendo a Sutri, deposero il vescovo sostenitore di Pierleoni e al suo posto misero Giovanni, cappellano dell'abate di Fulda». Pur senza menzionarlo, il vescovo deposto fu Ottone, sostituito da Giovanni.